# Ana Catarina Ferreira
Ana Catarina Ferreira (Arazede, Montemor-o-Velho, 25 d'abril de 1996) és una jugadora d'hoquei sobre patins portuguesa.
Començà a practica l'hoquei sobre patins al seu municipi natal. Ha competit en diversos equips del Campionat de Portugal d'hoquei sobre patins jugat amb l'Académica de Coimbra, Stuart Hoquei Club Massama, aconseguint un subcampionat (2018-19), i l'Sporting Club de Portugal, assolint dos subcampionats (2020-21, 2021-22) i un subcampionat de Copa (2022). L'estiu de 2022 fitxà pel Telecable Hockey Club amb el qual guanyà totes les competicions disputades durant la temporades 2022-23, la Lliga europea, l'OK Lliga, la Copa de la Reina i la Supercopa d'Espanya. Internacional amb la selecció portuguesa des de 2013, ha competit en quatre Campionats del Món, assolint dos subcampionats (2016, 2024) i una medalla de bronze (2022), i en cinc d'Europeus, guanyant tres medalles d'argent (2015, 2018, 2021).

## Palmarès
Clubs
- 1 Lliga de Campions de la WSE femenina: 2022-23
- 1 Lligues espanyoles d'hoquei sobre patins: 2022-23
- 1 Copa espanyola d'hoquei sobre patins: 2023
- 1 Supercopa espanyola d'hoquei sobre patins: 2022, 2023

Selecció portuguesa
- 2 medalles d'argent al Campionat del Món d'hoquei patins femení: 2016, 2024
- 1 medalla de bronze al Campionat del Món d'hoquei patins femení: 2022
- 3 medalles d'argent al Campionat d'Europa d'hoquei patins femení: 2015, 2018, 2021